# Fernando Torres Silva
Juan Fernando Alfredo Torres Silva (Santiago, 3 de julio de 1939-, íb., 12 de mayo de 2021) fue un militar y abogado chileno que durante la dictadura de Augusto Pinochet se desempeñó como fiscal militar y posteriormente auditor general del Ejército. Considerado uno de los hombres fuertes del régimen de Pinochet, estuvo preso en el penal Punta Peuco por su participación en el asesinato del exquímico de la DINA, Eugenio Berríos.

## Biografía
Estudió en la facultad de Derecho de la Universidad de Chile, donde se tituló de abogado en 1974.

### Vida pública
Inmediatamente luego del Golpe de Estado, Torres fue uno de los oficiales del ejército designados para participar en los Consejos de Guerra instaurados por la dictadura militar. Terminada esa función, fue contratado como asesor presidencial y jefe de la Secretaría de Legislación de la Junta de Gobierno.
Silva realizó cursos de inteligencia, recibiendo en 1974 el título de "Especialista en Inteligencia Militar".
Luego del atentado contra Augusto Pinochet, Torres fue designado por el Ejército como fiscal militar ad hoc para la instrucción de diversas causas que involucraban al Frente Patriótico Manuel Rodríguez. Como fiscal ad hoc concentró diversas causas, tales como el asalto a la Panadería Lautaro; la internación de armas en Carrizal bajo; el secuestro del coronel Carlos Carreño; la fuga del frentista Sergio Buschmann y el asesinato del dirigente de la UDI Simón Yévenes, entre otras. Fue ministro integrante de la Corte Marcial.
Tras la muerte de Pinochet, fue procesado como integrante de la asociación ilícita que permitió en 1991 la salida del país del químico y agente de la DINA Eugenio Berríos y así evitar su comparecencia ante el ministro Adolfo Bañados, quien instruía el caso por el homicidio de Orlando Letelier. Fue condenado a una pena de diez años y un día en el penal Punta Peuco desde agosto de 2015.
En abril de 2021, el ministro en visita Alejandro Madrid permitió que Torres Silva cumpliese el resto de su condena a través de reclusión domiciliaria total, aduciendo razones humanitarias ya que padece un cáncer prostático metastásico de carácter terminal.
Falleció a los 81 años, el 12 de mayo de 2021 en el Hospital Militar de Santiago. El gobierno le había otorgado un indulto humanitario el día anterior.

## En la cultura popular
La banda chilena de punk Fiskales Ad-Hok, toma su nombre precisamente como manera de satirizar la figura que ostentaba Torres Silva durante la dictadura militar.